# محله هوایی مک‌کینون
محله هوایی مک‌کینون (به انگلیسی: McKinnon Airpark) یک فرودگاه خصوصی است که یک باند فرود چمن دارد و طول باند آن ۹۱۴ متر است. این فرودگاه در شهر سندی، اورگن کشور ایالات متحده آمریکا قرار دارد و در ارتفاع ۲۰۰ متری از سطح دریا واقع شده‌است.